# Damenbundesliga 2016 (Football)
Die Damenbundesliga (DBL) 2016 war die 25. Saison in der höchsten Spielklasse des American Football in Deutschland für Frauen. Das erste Spiel der Saison 2016 bestritten die Aufsteigerinnen der Stuttgart Scorpions Sisters gegen die Aufsteigerinnen der München Rangers Ladies am 7. Mai um 15 Uhr in Stuttgart.
Die DBL-Saison 2016 wurde von Mai bis September ausgetragen. Im Anschluss an die reguläre Saison fanden die Play-offs statt, in denen die Teilnehmer des Ladiesbowl XXV ermittelt wurden.
Im Finale standen die Gruppenersten und Gruppenzweiten der DBL Nord. Der Ladiesbowl XXV wurde am 24. September in Berlin ausgetragen. Am Ende setzten sich die Berlin Kobra Ladies knapp gegen den Aufsteiger der Mainz Golden Eagles Ladies mit 36:28 durch und gewannen ihre neunte Deutsche Meisterschaft.

## Modus
In der Saison 2016 traten insgesamt acht Teams in zwei getrennten Gruppen an (jeweils vier in der DBL Nord und DBL Süd). Jede dieser Gruppen trägt ein Rundenturnier aus, bei dem je zwei Mannschaften zweimal aufeinander treffen, wobei jedes Team einmal das Heimrecht genießt. Nach jeder Partie erhält die siegreiche Mannschaft zwei und die besiegte null Punkte. Bei einem Unentschieden erhält jede Mannschaft einen Punkt. Die Punkte des Gegners werden als Minuspunkte gerechnet. Nach Beendigung des Rundenturniers wird eine Rangliste ermittelt, bei der zunächst die Anzahl der erzielten Punkte entscheidend ist. Bei Punktgleichheit entscheidet der direkte Vergleich.
Nach den Rundenturnieren kämpfen die jeweils besten zwei Mannschaften in einer Play-off-Runde um die deutsche Meisterschaft.
In den Play-offs um die Meisterschaft wird über Kreuz gespielt. Das heißt, der Gruppenerste spielt gegen den Zweiten der jeweils anderen Gruppe in einem Halbfinale. Entsprechend spielt der Gruppenzweite gegen den Ersten der jeweils anderen Gruppe. Hierbei genießen die Gruppenersten jeweils Heimrecht. Die siegreichen Teams treten im Finale gegeneinander an. Die Sieger der beiden Halbfinals treten im Ladiesbowl XXV gegeneinander an.

## Teams
In der Gruppe Nord haben die folgenden Teams am Ligabetrieb teilgenommen:
- Kiel Baltic Hurricanes Ladies
- Berlin Kobra Ladies
- Mainz Golden Eagles Ladies (Aufsteiger aus der DBL2 Süd)
- Hamburg Amazons

In der Gruppe Süd haben die folgenden Teams am Ligabetrieb teilgenommen:
- Crailsheim Hurricanes
- München Rangers Ladies (Aufsteiger aus der DBL2 Süd)
- Munich Cowboys Ladies
- Stuttgart Scorpions Sisters (Aufsteiger aus der DBL2 Süd)

## Saisonverlauf
Die reguläre Saison begann am 7. Mai und endete am 4. September.
In der Saison 2016 kamen drei Teams in der Damenbundesliga dazu. Meister und Vizemeister der 2. Damenbundesliga 2015, die Mainz Golden Eagles Ladies und München Rangers Ladies, sowie die Stuttgart Scorpions Sisters stiegen in die höchste Spielklasse des Frauenfootball in Deutschland auf. Einzig Erstligist Mülheim Shamrocks musste sich aus der Damenbundesliga zurückziehen und startete 2016 in der 2. Damenbundesliga.
In der Nord-Gruppe wurden die Berlin Kobra Ladies ungeschlagen deutscher Nordmeister und trafen im Halbfinale auf die Aufsteiger München Rangers Ladies. Das Halbfinale konnten sie mit einem 36:06-Sieg klar für sich entscheiden und zogen in den Ladiesbowl XXV ein. Gruppenzweiter wurden die Aufsteiger Mainz Golden Eagles Ladies.
In der Süd-Gruppe wurden die Crailsheim Hurricanes ungeschlagen deutscher Südmeister und trafen im Halbfinale auf die Mainz Golden Eagles Ladies. Der Favorit aus Crailsheim, gegen die die Mainzerinnen zuvor noch nie gewinnen konnten, musste sich am Ende mit einem 15:26-Sieg der Mainzerinnen geschlagen geben. Gruppenzweiter wurden die Aufsteiger München Rangers Ladies.
Der Ladiesbowl XXV fand am 24. September 2016 im Stadion Wilmersdorf in Berlin statt, wie auch im Jahr zuvor. Favorit Berlin, die die Mainzer Mannschaft in der bisherigen Saison zweimal schlagen konnte, traf sich im Finale der Damenbundesliga 2016 auf Augenhöhe mit dem Aufsteiger-Team. Mit einem Touchdown Unterschied konnten die Berlin Kobra Ladies die Deutsche Meisterschaft am Ende mit 36:28 das Finale für sich entscheiden und den neunten deutschen Meistertitel feiern.

### Gruppe Nord

#### Spiele
| DBL Nord 2016                 | BKL                       | MGEL                     | KBHL                     | HA                        |
| ----------------------------- | ------------------------- | ------------------------ | ------------------------ | ------------------------- |
| Berlin Kobra Ladies           |                           | 60:14 6:8/16:6/16:0/22:0 | 56:0 12:0/12:0/20:0/12:0 | 62:7 -:-/-:-/-:-/-:-      |
| Mainz Golden Eagles Ladies    | 20:40 0:0/0:12/10:8/12:20 |                          | 27:6 -:-/-:-/-:-/-:-     | 20:0 Wertung              |
| Kiel Baltic Hurricanes Ladies | 0:30 0:14/0:8/0:8/0:0     | 0:20 0:0/0:7/0:0/0:13    |                          | 34:32 0:6/6:12/12:14/16:0 |
| Hamburg Amazons               | 0:50 0:14/0:14/0:14/0:8   | 25:18 7:0/6:12/6:6/6:0   | 2:12 0:0/2:0/0:6/0:6     |                           |

#### Tabelle
| Pl. | Team                          | Gesamt   | Heim     | Auswärts | Punkte | TD      |
| --- | ----------------------------- | -------- | -------- | -------- | ------ | ------- |
| 1   | Berlin Kobra Ladies           | 6(6/0/0) | 3(3/0/0) | 3(3/0/0) | 12:00  | 298:430 |
| 2   | Mainz Golden Eagles Ladies    | 6(3/0/3) | 3(2/0/1) | 3(1/0/2) | 6:6    | 121:131 |
| 3   | Kiel Baltic Hurricanes Ladies | 6(2/0/4) | 3(1/0/2) | 3(1/0/2) | 4:8    | 052:167 |
| 4   | Hamburg Amazons               | 6(1/0/5) | 3(1/0/2) | 3(0/0/3) | 02:10  | 066:196 |

Erläuterungen:  = Qualifikation für die Play-offs
Stand:13. Juni 2019
Quelle: DBL Tabellen auf ladiesbowl.de

### Gruppe Süd

#### Spiele
| DBL Süd 2016                | CH                      | MRL                     |                      | SSS                   |
| --------------------------- | ----------------------- | ----------------------- | -------------------- | --------------------- |
| Crailsheim Hurricanes       |                         | 43:13 8:7/15:6/14:0/6:0 | 20:0 Wertung         | 47:0 6:0/27:0/7:0/7:0 |
| München Rangers Ladies      | 20:36 6:0/7:14/7:8/0:14 |                         | 12:7 6:0/0:0/0:7/6:0 | 19:0 6:0/6:0/0:0/7:0  |
| Munich Cowboys Ladies       | 13:34 6:6/0:28/0:0/7:0  | 7:12 0:0/0:6/7:0/0:6    |                      | 24:0 10:0/7:0/0:0/7:0 |
| Stuttgart Scorpions Sisters | 0:39 0:8/0:13/0:12/0:6  | 6:8 0:2/6:0/0:6/0:0     | 7:12 0:6/0:6/7:0/0:0 |                       |

#### Tabelle
| Pl. | Team                        | Gesamt   | Heim     | Auswärts | Punkte | TD      |
| --- | --------------------------- | -------- | -------- | -------- | ------ | ------- |
| 1   | Crailsheim Hurricanes       | 6(6/0/0) | 3(3/0/0) | 3(3/0/0) | 12:00  | 219:460 |
| 2   | München Rangers Ladies      | 6(4/0/2) | 3(2/0/1) | 3(2/0/1) | 8:4    | 84:99   |
| 3   | Munich Cowboys Ladies       | 6(2/0/4) | 3(1/0/2) | 3(1/0/2) | 4:8    | 63:85   |
| 4   | Stuttgart Scorpions Sisters | 6(0/0/6) | 3(0/0/3) | 3(0/0/3) | 00:12  | 013:149 |

Erläuterungen:  = Qualifikation für die Play-offs
Stand:13. Juni 2019
Quelle: DBL Tabellen auf ladiesbowl.de

### Play-offs
|  | Halbfinale 10./11. September 2016 | Halbfinale 10./11. September 2016 | Halbfinale 10./11. September 2016 |  |  | Ladiesbowl XXV 24. September 2016 | Ladiesbowl XXV 24. September 2016 | Ladiesbowl XXV 24. September 2016 |
|  |                                   |                                   |                                   |  |  |                                   |                                   |                                   |
|  |                                   |                                   |                                   |  |  |                                   |                                   |                                   |
|  | S1                                | Crailsheim Hurricanes             | 15                                |  |  |                                   |                                   |                                   |
|  | N2                                | Mainz Golden Eagles Ladies        | 26                                |  |  |                                   |                                   |                                   |
|  |                                   |                                   |                                   |  |  | N1                                | Berlin Kobra Ladies               | 36                                |
|  |                                   |                                   |                                   |  |  | S1                                | Mainz Golden Eagles Ladies        | 28                                |
|  | N1                                | Berlin Kobra Ladies               | 38                                |  |  |                                   |                                   |                                   |
|  | S2                                | München Rangers Ladies            | 6                                 |  |  |                                   |                                   |                                   |
|  |                                   |                                   |                                   |  |  |                                   |                                   |                                   |

#### Halbfinale
|                  |                                         |  | Halbfinale 1          |                           |                            |  |              |
|                  | Crailsheim 10. September 2016 15:00 Uhr |  | Crailsheim Hurricanes | \| \| 15 : 26 \| \| \| \| | Mainz Golden Eagles Ladies |  | SA Onolzheim |
| (7:0, 0:13, 8:0) | Crailsheim 10. September 2016 15:00 Uhr |  | Crailsheim Hurricanes |                           | Mainz Golden Eagles Ladies |  | SA Onolzheim |
|                  | 15 : 26                                 |  |                       |                           |                            |  |              |
|                  |                                         |  |                       |                           |                            |  |              |

|                       |                                     |  | Halbfinale 2        |                          |                        |  |                     |
|                       | Berlin 11. September 2016 15:00 Uhr |  | Berlin Kobra Ladies | \| \| 38 : 6 \| \| \| \| | München Rangers Ladies |  | Stadion Wilmersdorf |
| (8:0, 22:0, 8:6, 0:0) | Berlin 11. September 2016 15:00 Uhr |  | Berlin Kobra Ladies |                          | München Rangers Ladies |  | Stadion Wilmersdorf |
|                       | 38 : 6                              |  |                     |                          |                        |  |                     |
|                       |                                     |  |                     |                          |                        |  |                     |

#### Ladiesbowl
|  |                                     |  | Ladiesbowl XXV      |                           |                            |  |                     |
|  | Berlin 24. September 2016 15:00 Uhr |  | Berlin Kobra Ladies | \| \| 36 : 28 \| \| \| \| | Mainz Golden Eagles Ladies |  | Stadion Wilmersdorf |
|  | Berlin 24. September 2016 15:00 Uhr |  | Berlin Kobra Ladies |                           | Mainz Golden Eagles Ladies |  | Stadion Wilmersdorf |
|  | 36 : 28                             |  |                     |                           |                            |  |                     |
|  |                                     |  |                     |                           |                            |  |                     |